# Рудник Долфін
Рудник Долфін — гірничодобувний майданчик на австралійському острові Кінг-Айленд.
Вольфрамове зруднення на Кінг-Айленді виявили в 1911 році, а в 1917-му для його розробки стоврили King Island Scheelite Development Company N.L. Наступного року почала роботу копальня Долфін, що вилучала руду з-під тонкого шару піску та відправляла її на збагачувальну фабрику потужністю 200 тонн на тиждень. Втім, вже в середині 1920-х на тлі падіння світових цін на вольфрам роботи припинили.
У 1937-му створили компанію King Island Scheelite N.L., яка відновила розробку в 1938-му та ввела в дію більш потужну збагачувальну фабрику продуктивністю 500 тонн руди на тиждень. Первісно роботи велись вручну, але невдовзі почалась Друга світова війна, що значно збільшило потреби у вольфрамі. З огляду на це рудник модернізували, почали використовувати екскаватори та вантажівки і у підсумку додали нову збагачувальну фабрику. Як наслідок, видобуток зріс з 30 тисяч тонн у 1943-му до 130 тисяч тонн у 1944-му.
У 1947-му через повоєнне зниження цін рудник припинив видобуток, а його власник був реорганізований у компанію King Island Scheelite (1947) Ltd. Невдовзі роботи продовжилитсь, оскільки попит на вольфрам збільшили Корейська війна та створення США стратегічного запасу. Втім, по завершенні цих процесів ціни знову впали і в 1958-му копальню законсервували.
У 1960-му відновили обмежену розробку, а далі попит почала підживлювати тепер вже В'єтнамська війна. В 1969-му King Island Scheelite (1947) Ltd була поглинута групою Peko-Wallsend, що довела видодобуток до 300 тисяч тонн на рік (а в один з років навіть вдалось вилучити 420 тисяч тонн руди).
З 1972-го додатково почали підземну розробку покладу Болг-Гед, який знаходився за три кілометри північніше від кар'єру Долфін. Роботи велись за допомогою транспортного ухилу, а їх глибина у підсумку досягнула 200 метрів. 1973 року на самому Долфін стартував підземний видобуток і вже у 1974-му розробку відкритим способом припинили. Виробітки шахти Долфін поширювались за межі острова під морське дно.
1980-ті роки відзначились низькими цінами на вольфрам, так що в 1984 (за іншими даними — 1986) році закрили шахту Болг-Гед, а в 1990-му і всю копальню на Кінг-Айленді. Обладнання вивезли, а кар'єр затопило. На той час накопичений видобуток з початку розробки становив 11,5 млн тонн руди.
Черговий етап розробки організувала компанія Group 6 Metals, при цьому залишкові запаси родовища оцінили у 4,4 млн тонн руди з середнім вмістом триоксиду вольфраму 0,92 %, крім того, є ресурси, що оцінюються у 5,2 млн тонн (без урахування ресурсів Болд-Гед). У 2015-му почали осушувати кар'єр, а на 2023 рік припало отримання першої руди. У серпні 2024-го оголосили, що за квартал вдалось видобути 120 тисяч тонн руди та виробити 14,6 тисячі тонн концентрату з середнім вмістом триоксиду вольфраму 57 %.